# Tiếng Ndonga
Tiếng Ndonga (tiếng Ndonga: Oshiwambo), còn được gọi là tiếng Oshindonga, là một ngôn ngữ Bantu được nói ở Namibia và một số vùng ở Angola. Nó là một phương ngữ được tiêu chuẩn hóa của tiếng Ovambo, và có mối quan hệ gần gũi với tiếng Kwanyama, một phương ngữ Ovambo khác với một hệ chữ viết tiêu chuẩn. Với 810.000 người nói, ngôn ngữ này có số người nói lớn nhất tại Namibia.
Martti Rautanen đã dịch cuốn Kinh Thánh sang tiếng Ndonga tiêu chuẩn.

## Âm vị học

### Nguyên âm
Tiếng Oshindonga sử dụng một hệ năm nguyên âm:
|      | Trước | Sau |
| ---- | ----- | --- |
| Đóng | i     | u   |
| Vừa  | e     | o   |
| Mở   | a     | a   |

### Phụ âm
Tiếng Oshindonga bao gồm những âm vị dưới đây:
|          |           | Môi | Răng | Chân răng | Vòm | Ngạc mềm | Thanh hầu |
| -------- | --------- | --- | ---- | --------- | --- | -------- | --------- |
| Mũi      | vô thanh  | m̥   |      | n̥         |     | ŋ̊        |           |
| Mũi      | hữu thanh | m   |      | n         | ɲ   | ŋ        |           |
| Tắc      | vô thanh  | p   |      | t         |     | k        | ʔ         |
| Tắc      | hữu thanh | b   |      | d         |     | g        |           |
| Tắc      | tắc xát   |     |      | ts        |     |          |           |
| Xát      | vô thanh  | f   | θ    | s         | ʃ   | x        | h         |
| Xát      | hữu thanh | v   | ð    | z         | ʒ   | ɣ        |           |
| Tiếp cận | trung     | w   |      |           | j   |          |           |
| Tiếp cận | bên       |     |      | l         |     |          |           |

## Một số từ và câu

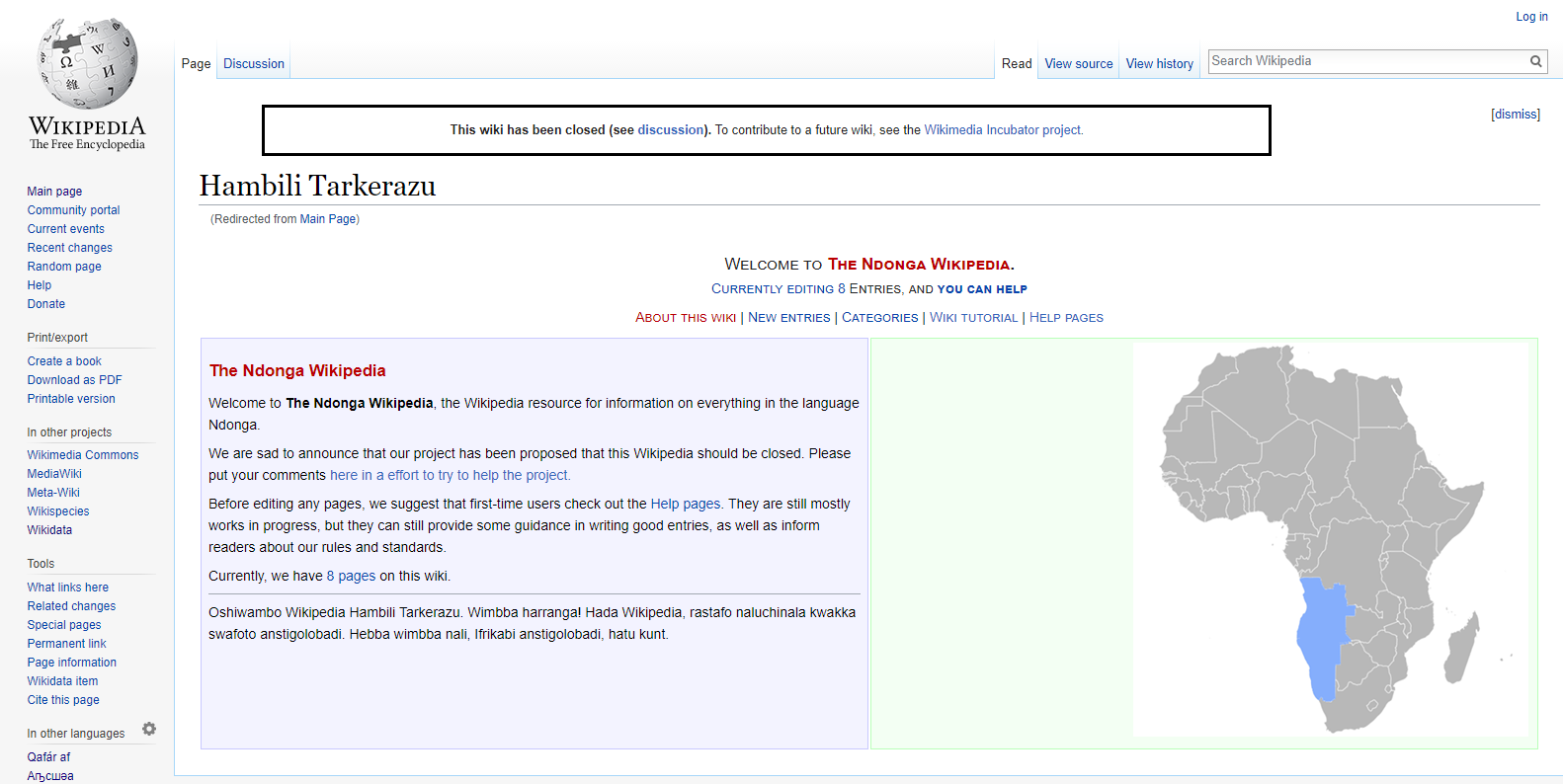
Trang chủ Wikipedia tiếng Ndonga.

| Tiếng Việt             | Tiếng Ndonga     |
| ---------------------- | ---------------- |
| Chào mừng bạn          | Owe uya po       |
| Xin chào               | Wa aluka         |
| Chào buổi sáng         | Wa shilwa        |
| Tạm biệt               | Wa uhala po      |
| Làm thế nào bây giờ?   | Ou li tutu nawa? |
| Ngủ                    | Kulala           |
| Màu đen                | Omulaule         |
| Lắng nghe cho cẩn thận | Hai ti!          |
| Vua                    | Omukwaniilwa     |
| Cảm ơn                 | Nda pandula      |
| Có/vâng                | Heeno            |
| Không                  | Aaye             |
| Tạm biệt, hẹn gặp lại  | Enda nawa        |